# Šalka vas
Šalka vas – wieś w Słowenii, w gminie Kočevje. W 2018 roku liczyła 707 mieszkańców.